# Ruggelbergstjärnen
Ruggelbergstjärnen är en sjö i Härjedalens kommun i Härjedalen och ingår i Ljusnans huvudavrinningsområde.